# Хофт, Питер Корнелисзон
Питер Корнелисзон Хофт (нидерл. Pieter Corneliszoon Hooft , МФА: [ˈpitər kɔrˈne:lɪˌso:n ˈɦo:ft]; 16 марта 1581, Амстердам — 21 мая 1647, Гаага) — нидерландский поэт, драматург, один из наиболее типичных представителей литературного Ренессанса («золотого века») в эпоху торгового капитала. Владелец замка Мёйдерслот.

## Биография
Питер Корнелисзон Хофт родился 15 марта 1581 года в городе Амстердаме в семье местного купца Корнелиса Хофта.
Много путешествовал по Италии, жил в Венеции и Флоренции. Переводил Петрарку, Тацита и других античных писателей.
Хофт — один из главных проводников идей Ренессанса в Голландии, он возглавлял арт-кружок Мёйдеркринг, собиравшийся в его замке Мёйдерслот, в который входило много писателей и художников «золотого века».
Писал по преимуществу любовные стихи («Afbeeldingen van Minne», «Minneliederen» и «Sonetten») с чрезвычайно утончённой формой, стараясь соединить простоту голландской средневековой народной песни с изысканностью сонета Петрарки. Из его драм, написанных ясным и сжатым языком, наиболее популярны: «Гранида» («Granida», 1605), «Герард ван Велзен» («Geeraedt van Velsen», 1612—1613) и «Бато, или Происхождение голландцев» («Baeto, oft Oorsprongder Höllanderen», 1616—1617). Также был историком освободительной войны Нидерландов против Испании («Hendrick IV», 1626; «Нидерландские истории» «Nederlandsche Historiën», 1642, незаконч.).
В противоположность Вонделу и некоторым другим писателям Ренессанса ненавидел христианскую ортодоксию и проповедовал стоицизм и эпикурейство.
В 1947 году учреждена высшая государственная литературная премия Нидерландов — премия П. К. Хофта. 

### В русском переводе
- [Стихотворения / Перевод с нидерл. Н. Голя, А. Орлова, В. Топорова, Д. Шнеерсона] // Из поэзии Нидерландов XVII века / Сост. Е. Витковского; вступ. статья, справки об авторах и примеч. И. Братуся. — Л.: Худ. лит., 1983. С. 62—78.